# Otavalo

Otavalo är en stad i Ecuador, i provinsen Imabura. 
Största delen av befolkningen är ursprungsfolk. Staden är känd för sin marknad, där det bland annat säljs lokalproducerat tyg av alpackaull. De har även en känd traditionell klädsel, samt traditionell musik. Det finns flera otavalobor som är handelsresande och reser runt i latinamerika och hela världen.
Staden är populär bland turister.